# 高车埔
高车埔是中国广东省广州市从化区的一个自然村。在太平镇东面约2000米，是高埔村的驻地。此地村民于20世纪40年代从屈洞迁移至此。由于这里的田地时常遭受旱灾，需要使用水车抽水来灌溉农田，故而得名为高车埔。1998年时，全村人口766人。